# Annekatrin Thiele
Annekatrin Thiele (Sangerhausen, 18 oktober 1984) is een Duits roeister. Thiele won tijdens de Olympische Zomerspelen van 2008 de zilveren medaille in de dubbel-twee. Vier jaar later tijdens de spelen van Londen won Thiele de zilveren medaille in de dubbel-vier. Thiele werd in 2013 en 2014 wereldkampioen in de dubbel-vier, Thiele moest tijdens de wereldkampioenschappen van 2015 de Amerikaanse dubbel-vier voorlaten en genoegen nemen met het zilver. Thiele werd olympisch kampioen in de dubbel vier in Rio de Janeiro.

## Resultaten
- Olympische Zomerspelen 2008 in Peking  in de dubbel-twee
- Wereldkampioenschappen roeien 2009 in Poznań  in de dubbel-vier
- Wereldkampioenschappen roeien 2010 in Cambridge 6e in de dubbel-twee
- Wereldkampioenschappen roeien 2011 in Chungju 6e in de skiff
- Olympische Zomerspelen 2012 in Londen  in de dubbel-vier
- Wereldkampioenschappen roeien 2013 in Chungju  in de dubbel-vier
- Wereldkampioenschappen roeien 2014 in Amsterdam  in de dubbel-vier
- Wereldkampioenschappen roeien 2015 in Aiguebelette-le-Lac  in de dubbel-vier
- Olympische Zomerspelen 2016 in Rio de Janeiro  in de dubbel-vier
- Wereldkampioenschappen roeien 2017 in Sarasota 10e in de skiff

1988: Kerstin Förster & Kristina Mundt & Beate Schramm & Jana Sorgers ·
1992: Sybille Schmidt  &  Birgit Peter  & Kerstin Müller & Kristina Mundt·
1996: Katrin Rutschow & Jana Sorgers & Kerstin Köppen & Kathrin Boron·
2000: Manja Kowalski & Meike Evers & Manuela Lutze  & Kerstin Kowalski ·
2004: Kathrin Boron & Meike Evers & Manuela Lutze & Kerstin Kowalski ·
2008: Tang Bin & Xi Aihua & Jin Ziwei & Zhang Yangyang ·
2012: Kateryna Tarasenko & Natalija Dovhodko & Anastasija Kozjenkova & Jana Dementjeva·
2016: Annekatrin Thiele, Carina Bär, Julia Lier, Lisa Schmidla ·
2020: Chen Yunxia & Zhang Ling & Lü Yang & Cui Xiaotong ·
2024: Lauren Henry & Hannah Scott & Lola Anderson & Georgina Brayshaw